# Lysionotus gracilis
Lysionotus gracilis är en tvåhjärtbladig växtart som beskrevs av William Wright Smith. Lysionotus gracilis ingår i släktet Lysionotus och familjen Gesneriaceae. Inga underarter finns listade i Catalogue of Life.